# 東西醫藥報
《東西醫藥報》是台灣日治時期的一份漢醫學雜誌，由東洋醫道會臺灣支部創刊於1928年11月，當時的原刊名為《漢文皇漢醫界》，每月出刊，主要內容以漢文書寫。1930年時，更改刊名為《臺灣皇漢醫界》，並加入日文文章。雜誌曾停刊一段時間，在1933年時又以《臺灣皇漢醫報》為名重新出刊，到了1935年時，再改名《東西醫藥報》。
該雜誌的內容相當注重當時在中國的漢醫學活動，如中國各漢醫專門學校的招生訊息等。漢醫學專業文章則有如脈法學、診腹學、傷寒學、溫熱學、麻疹學、虛勞學、雜症學、五官病學、漢藥學等科講義。這類講義包括如丹波元簡與蘇錦全等人的著作。